# Фария, Жайме
Жайме Фария (порт. Jaime Faria; род. 6 августа 2003, Лиссабон) — португальский профессиональный теннисист. Победитель четырёх турниров ATP Challenger (2 — в одиночном разряде) и 12 турниров ITF (6 — в одиночном разряде).

## Биография
Родился 6 августа 2003 года в Лиссабоне, в Португалии.

## Спортивная карьера
В 2022—2024 годах стал победителем двух турниров серии «челленджер» и шести турниров серии «фьючерс» в одиночном разряде.
И в 2022—2024 годах стал победителем ещё двух турниров серии «челленджер» и шести «фьючерсов» в парном разряде.

### 2025
В начале января 2025 года стал победителем квалификации, в финале квалификации победив эстонца Марка Лаяла со счётом 6-4, 2-6, 6-4, и впервые вышел в основную сетку одиночного разряда турнира Большого шлема Открытого чемпионата Австралии. В первом круге Фария победил Павла Котова со счётом 6-1, 6-1, 7-5, но во втором круге в 4 сетах уступил бывшей первой ракетке мира сербу Новаку Джоковичу со счётом 1-6, 7-6(4), 3-6, 2-6.

## Рейтинг на конец года
| Год  | Одиночный рейтинг | Парный рейтинг |
| 2024 | 123               | 301            |
| 2023 | 410               | 221            |
| 2022 | 591               | 346            |
| 2021 | 1835              | 632            |